# Dario Niccodemi
Dario Niccodemi, född 27 januari 1874, död 24 september 1934, var en italiensk dramatiker.
Niccodemi började sin bana i Paris som sekreterare till Gabrielle Réjanes sekreterare och lärde sig Henri Bernsteins teknik, som han använde första gången i komedin L'aigrette (1912) och sedan i en lång följd dramer som L'ombra, Nemica, Scàmpolo, Il titano och Pete Pero. Hans dramer kom att dominera den italienska dramatiska scenen fram till omkring 1920. Hans senare arbeten som La madonna och Il principe med flera mottogs däremot kyligt.